# Maison des Trois-Greniers
La maison des Trois-Greniers est une maison située sur le territoire de la commune de Chalon-sur-Saône dans le département français de Saône-et-Loire et la région Bourgogne-Franche-Comté.

## Historique
Elle fait l'objet d'inscriptions au titre des monuments historiques le 9 décembre 1929 et le 4 novembre 2003.